# 伯南布哥體育場
伯南布哥體育場（葡萄牙語：Arena de Pernambuco）是一座位於巴西累西腓的綜合體育場。2014年世界盃足球賽比賽場館之一，可容納46160人。它已經被諾蒂卡競技俱樂部買下。